# Emil Racoviță
Emil G. Racoviță, souvent écrit Émile Georges Racovitza, né le 15 novembre 1868 à Iași (Jassy) en Roumanie et mort le 19 novembre 1947 à Cluj en Roumanie, est un biologiste, zoologiste, océanographe et spéléologue roumain. Explorateur de l'Antarctique, il est aussi l'un des pères de la biospéologie avec Armand Viré.

## Biographie

### Jeunesse
Il est né le 15 novembre 1868 à Iași en Moldavie, dans une famille passionnée de musique et de poésie. Son père souhaitait le voir faire des études littéraires ou de droit.
Sa formation intellectuelle a été favorisée par le contact avec des personnalités culturelles de l'époque. La rencontre avec Grigore Cobălcescu, un géologue et naturaliste roumain, a été également décisive, car celui-ci lui a inculqué pendant le lycée l'amour des sciences naturelles et lui a fait découvrir l'explication de l'évolution par Charles Darwin. Plus tard, en signe de reconnaissance, Racovițză donnera le nom de son professeur à une île antarctique (malheureusement enregistrée sous la graphie erronée Cobalescou).
Après le baccalauréat (1886), Emil Racoviță a poursuivi ses études à Paris et en 1889 il a obtenu la licence en droit selon les souhaits de sa famille. Il n'exercera jamais dans le domaine de la justice, car il se consacrera entièrement à l'étude en parallèle des sciences naturelles qui le passionnaient depuis le lycée.
Pendant une longue période, il eut pour professeur le zoologiste et le biologiste Henri de Lacaze-Duthiers (1821–1901), enseignant à la Sorbonne et au Muséum national d'histoire naturelle et membre de l’Académie des sciences, et pour condisciple le futur microbiologiste, son compatriote Jean Cantacuzène, avec lequel il effectua des stages de biologie marine à la Station biologique de Roscoff.
Racoviță a passé en 1891 son examen de licence en sciences naturelles, sortant premier de sa promotion. 1891 marque également le début de sa spécialisation dans l'étude de la faune marine et ses premières publications spécialisées.
Sa thèse de doctorat de mai 1896 sur « Le lobe céphalique et l'encéphale des annélides polychètes », renforce sa position de spécialiste dans ce domaine, position due à des études approfondies basées sur la méthode historique de recherche. L'ouvrage du jeune roumain est fort apprécié par les milieux scientifiques français en raison de son originalité, de sa vision d'ensemble et de son approche.
Après la fin de ses études, Racoviță rentre dans son pays d'origine pour y effectuer son service militaire.

### Premier hivernage enAntarctique
La renommée internationale dont il jouissait à l'époque le fait remarquer par Henryk Arctowski (1871-1958) qui le recommande au commandant belge Adrien de Gerlache de Gomery (1866-1934) en vue de l'expédition antarctique que ce dernier prépare. L'expédition internationale de la Belgica (1897-1899) a été l'expression de la témérité humaine lancée à l'assaut de l'une des dernières « taches blanches » de la Terre. Deux siècles étaient passés depuis que James Cook avait navigué dans les mers du sud, découvert l'Australie et la Nouvelle-Guinée et révélé le premier au monde le continent du sud extrême. Lors de la préparation de l'expédition, il existait peu d'informations et des indices vagues sur les terres autour du pôle Sud. La Belgica a quitté le port d'Anvers le 18 août 1897. Les 19 membres de l'expédition étaient originaires de Belgique, de Norvège, de Pologne, des États-Unis et de Roumanie. Le plus âgé avait 32 ans.

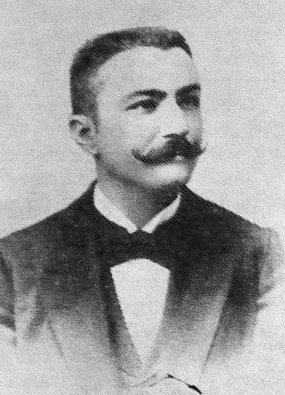
Emil Racoviță avant son départ dans l’expédition antarctique

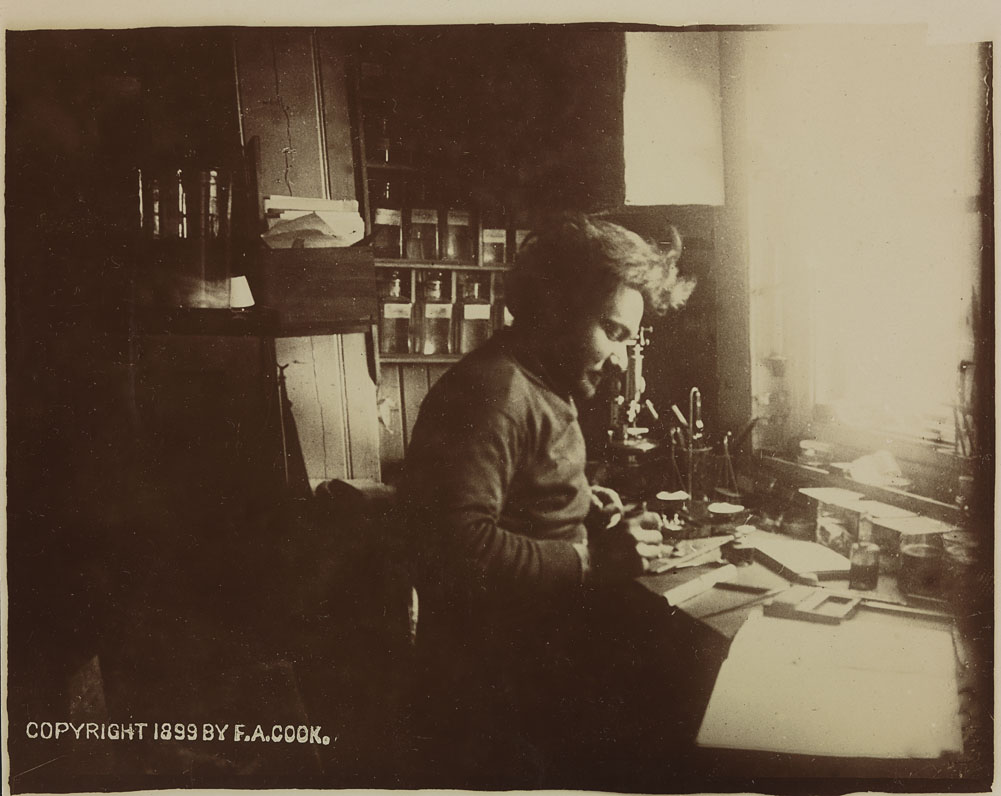
E. Racoviță dans le laboratoire de la Belgica durant l’expédition antarctique.

Racoviță participe ainsi au premier hivernage antarctique à bord de la Belgica en compagnie d'Adrien de Gerlache, de Henryk Arctowski, de Roald Amundsen (1872-1928), Frederick Cook (1865–1940), Antoine Dobrowolski (1872-1954), Émile Danco (1869-1898) et de Georges Lecointe (1869-1929). L'expédition part vers l'Antarctique le 18 août 1897 et revient à Anvers le 5 novembre 1899, avec des résultats scientifiques exceptionnels (en 2020 leur dépouillement n'est toujours pas complètement achevé).
Concernant le choix de Racoviță comme zoologiste de l'expédition, le médecin américain du navire, Frederick Cook, écrivait après le retour de l'expédition : Des efforts extraordinaires ont été faits pour avoir un zoologiste compétent, qui ait les qualités nécessaires à un explorateur polaire. Ce fut une des plus grandes difficultés. On en a cherché en vain en Belgique et en France et on a trouvé finalement Racovitza, qui avait été recommandé à Gerlache par son maître Lacaze-Duthiers et par Edouard van Beneden, membre de la commission Belgica, qui connaissait ses qualités exceptionnelles et lui faisait totalement confiance. Mais Racovitza faisait son service militaire et on craignait que les interventions diplomatiques nécessaires pour sa permission eurent été trop lentes. Heureusement, il a été libéré et il a pu ainsi se joindre à la famille croissante des pionniers.
Désireux d'arriver en avance au point de départ sud-américain de l'exploration polaire proprement dite, Racoviță embarqua à Rio de Janeiro sur un autre navire plus rapide que la Belgica, afin de débarquer à Punta Arenas à temps pour pouvoir explorer la cordillère des Andes, la Patagonie méridionale et la Terre de Feu avant l'arrivée du navire de l'expédition. Ainsi, durant trois semaines, Racoviță recueillit des observations intéressantes sur la population, les fossiles, la faune et la flore de la région. Il déplora la spoliation des Amérindiens, établit un dictionnaire entre la langue Ona et le Français, explora des grottes où l'on trouvait des fossiles de Mylodon, et envoya toutes ses notes, cartes, clichés et dessins à Bucarest pour le cas où il ne reviendrait pas de l'expédition.
Puis il rembarqua sur Belgica lors de sa dernière escale d'approvisionnement à Punta Arenas. L'expédition aborde la zone antarctique le 13 décembre, en plein été austral : elle y restera environ quinze mois. Les explorateurs durent affronter les icebergs, les tempêtes terribles du sud. Ils découvrirent des côtes, des golfes, des îles jamais explorés et qui seront inscrits pour la première fois sur les cartes. En signe de respect pour le grand professeur qui avait marqué les débuts de Racoviță comme naturaliste, l'expédition baptisa l'une des îles Cobălcescu (que les cartes ultérieures orthographient improprement Cobalescou). Après avoir pénétré beaucoup plus vers le sud, au-delà du 70e parallèle, Belgica fut prise et immobilisée dans la banquise à partir du 28 février 1898, point où elle hiverna pendant 13 mois.
Pendant ce temps, l'équipage s'est constamment occupé, maintenant son rythme circadien dans la nuit polaire, et n'interrompant ses sorties sur la banquise qu'en cas de blizzard : entretien du bord, prélèvements, observations et mesures météorologiques, hydrologiques, astronomiques et magnétiques, exploitation des données recueillies, rédaction des notes, chasse et pêche alimentaires, étude de la banquise, des oiseaux et des autres animaux occupèrent tous les hommes. Racoviță s'avéra le boute-en-train et le caricaturiste de l'équipe, contribuant ainsi à sa cohésion et au maintien d'un bon moral durant les mois de nuit polaire continue.
Après un an d'isolement dans les glaces, alors que les provisions allaient s'épuiser, les membres de l'équipage décidèrent de forcer la banquise en creusant eux-mêmes un canal dans la glace. Au prix d'efforts épuisants, ils réussirent ainsi à sortir le navire dans la mer libre. Le 25 mars 1899, la Belgica est de retour à Punta Arenas et le 5 mai, à Anvers où elle est reçue triomphalement.

### Sous-directeur du laboratoire Arago de Banyuls-sur-Mer
Après le retour de cette expédition, Racoviță commence à s'affirmer dans le domaine de la science. À Bruxelles en 1899, à Paris, à la Sorbonne, en 1900, et en Roumanie, la même année, il présente devant un grand et enthousiaste auditoire les résultats de ce voyage extraordinaire. Plus de 1 200 exemplaires du monde animal, 400 du monde végétal, des centaines de clichés sont le résultat de ses recherches de 15 mois près du pôle Sud. Distribués aux chercheurs et aux savants d'Europe, ils ont constitué l'objet de plus de 600 études scientifiques publiées sous les directives d'Emil Racoviță.
En 1893, Racoviță est élu membre de la Société zoologique de France. Cela a ouvert la série des honneurs qui lui ont été accordées par des institutions scientifiques, sociétés et académies du monde entier. Il fut également nommé président d'honneur de la Société spéléologique de France.
On lui propose de s'établir à Bruxelles, à Paris, à Banyuls-sur-Mer, et on le rappelle en Roumanie où on lui propose une chaire à l'université de Bucarest, dans l'intention de créer à Constanța des centres d'études océanographiques… qui seront finalement créés par ses collègues Ioan Borcea et Grigore Antipa (fondateur de la géonomie). En effet Racoviță, lié par des engagements antérieurs en France, y restera jusqu'en 1920.

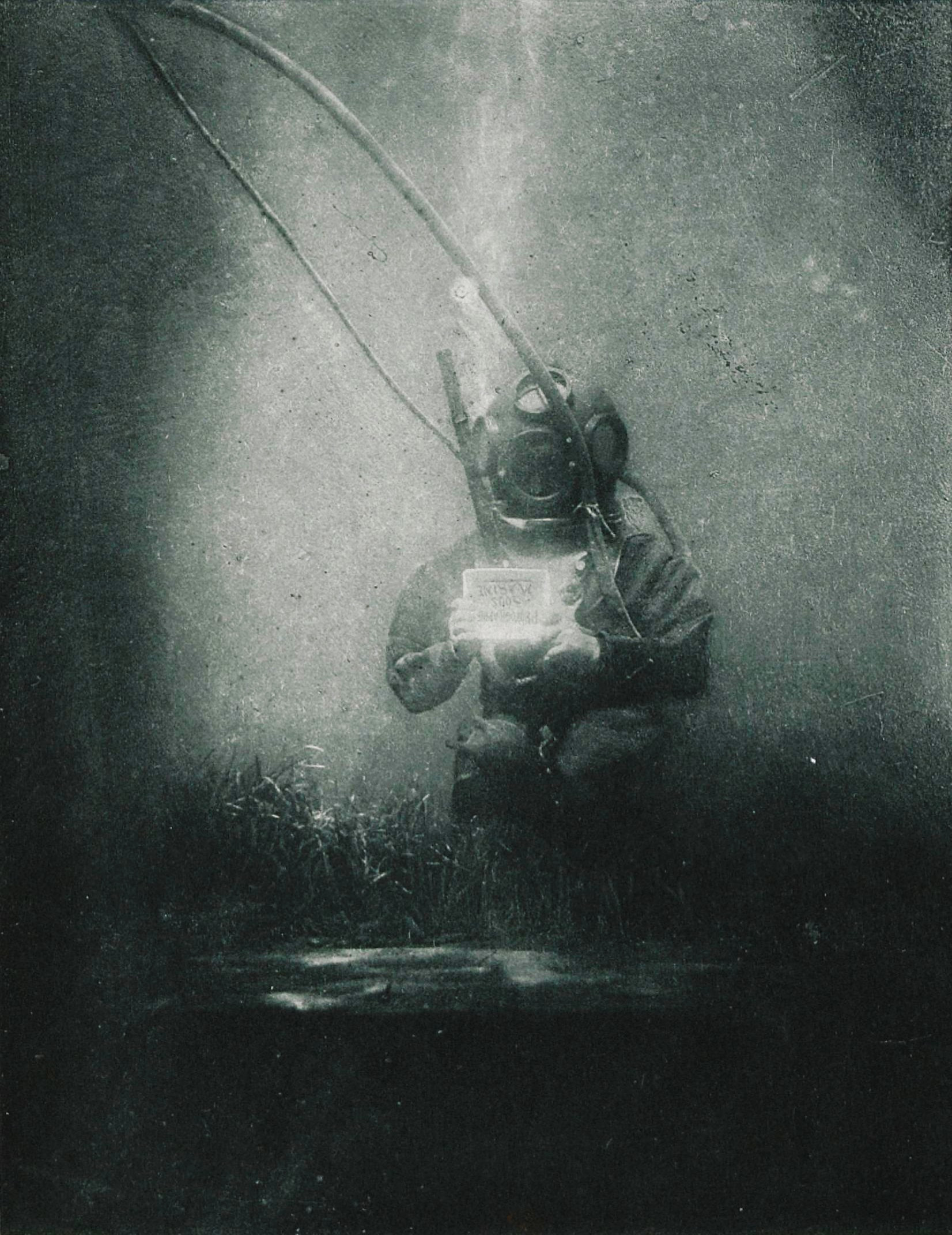
Emil Racoviță en « pied-lourd » à Banyuls-sur-Mer à Noël 1899, photo de Louis Boutan

Il devient sous-directeur du laboratoire Arago et codirecteur de la revue Archives de zoologie expérimentale et générale, où il restera pendant deux décennies, très fructueuses sur le plan scientifique. C'est là que Louis Boutan prit les premières photographies sous-marines au monde. Racoviță travaille aux côtés d'un de ses professeurs les plus appréciés, Georges Pruvot. Ils font des études marines sur une tartane à voiles et ensuite sur la chaloupe à vapeur Roland et participent à la logistique des premiers clichés sous-marins. Racoviță élargit ses recherches dans la Méditerranée occidentale, le long de la côte catalane et les îles Baléares. De nombreux scientifiques français participent à ces recherches. Il travaille ainsi avec Louis Fage, qui lui dédie une petite araignée intertidale, Mizaga racovitzai (Fage, 1909). Le centre dirigé par Racovițză et Pruvot devient un centre de recherches très réputé en Europe.

### Débuts de la biospéologie
Lors du voyage effectué le 15 juillet 1904, sur l'île de Majorque, Racovițză explore la grotte de Cueva del Drach. Pendant trois jours, il étudie les organismes adaptés à la vie des cavernes. L'un de ces invertébrés, Thyphlocirolana moraguesi, visiblement issu de lignées d'organismes marins déjà connus hors du monde souterrain, détermine Racoviță à se consacrer prioritairement à l'étude des cavernicoles, jetant ainsi les bases d'une nouvelle science : la biospéologie. À l'issue de cette première expérience avec la faune cavernicole, il découvre que c'est un domaine presque vierge…
Il explorera des grottes dans toute l'Europe, accompagné pendant un certain temps par une jeune Française, Hélène Boucard, qu'il épouse en 1907. Les recherches faites avant celles du savant roumain n'attribuaient au milieu souterrain que peu de chances d'existence de la vie. Partant de la découverte du cavernicole dans la grotte de Cueva del Drach, Racoviță a montré que la faune des cavernes est beaucoup plus riche et variée que l'on ne le pensait, et que son étude peut aboutir à des découvertes intéressantes. L'une d'elles, et non des moindres, sera de démontrer quelques années plus tard que la répartition des faunes terrestres ne peut s'expliquer que par la dérive des continents, théorie émise en 1911 par le climatologue Alfred Wegener et alors encore rejetée par tous les géologues (elle ne sera admise par eux qu'à partir de 1976, après la découverte de la tectonique des plaques).
Après avoir étudié avec Hélène Boucard et avec son collaborateur René Jeannel de nombreuses grottes d'Europe et d'Afrique, Racoviță fonde en 1907 avec Jeannel une organisation internationale de biospéologie. Il commence la même année la publication de la revue de spécialité Biospeologica (écrit Biospéologica du numéro I à IX), revue intégrée aux Annales de zoologie expérimentale et générale dont il était co-directeur, où il publie ses observations sur les grottes sous le titre « Énumération des grottes visitées ». Il publie également dans cette revue l'étude « Essai sur les problèmes biospéologiques », considérée comme le « certificat de naissance » de la biospéologie :

« Je me suis d'abord assuré la collaboration d'un jeune et actif naturaliste, M. René Jeannel. Tous nos moments disponibles seront consacrés à l'examen des grottes, de préférence dans les régions encore inexplorées au point de vue biospéologique. Le matériel rapporté, et trié par nos soins, sera confié aux spécialistes. Les résultats de ces recherches seront publiés dans ces Archives, par séries, sous la signature de leurs auteurs, mais sous le titre commun : Biospéologica (1). Ce titre est fort peu harmonieux, j'en conviens, mais comme il est destiné uniquement à montrer que les différents mémoires font partie d'un même ensemble de recherches, je l'ai choisi court pour faciliter les notations bibliographiques.
Pour permettre l'apparition rapide des résultats de ces études, il a été décidé que les mémoires des spécialistes seraient publiés au fur et à mesure de leur envoi à la Direction des Archives, sans qu'il soit tenu compte ni de la date à laquelle ont été effectuées les récoltes des matériaux qui y sont décrits, ni de l'ordre de classification zoologique et botanique.
Nous publierons de temps en temps l'énumération des grottes visitées, avec une description sommaire de chacune, en insistant surtout sur les points qui peuvent influencer la biologie des Cavernicoles. Nous ramasserons, dans les grottes, tout ce que nous pourrons trouver, sans faire de choix, car il est utile pour l'instant de faire l'inventaire aussi complet que possible du domaine souterrain. On verra ensuite ce qui lui appartient en propre.
Certes, les recherches suivies faites dans la même grotte sont très utiles ; mais dans l'état actuel de la biospéologie, les recherches « extensives » sont plus nécessaires que les recherches « intensives », s'il m'est permis d'employer ces termes usités en agriculture. Nous visiterons donc le plus de pays possible. »

— Racovitza E. G., Biospéologica I, p. 381-382, conclusion de l'avant-propos

### Retour en Roumanie

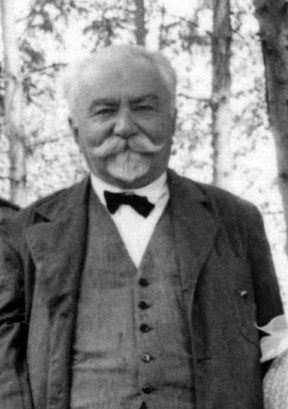
Emil Racoviță à 67 ans, en 1935.

La fin de la Première Guerre mondiale et les appels répétés des autorités roumaines déterminent Racoviță à rentrer finalement en Roumanie (son épouse avait appris la langue) où il est nommé professeur titulaire de la nouvelle la chaire de biologie de l'université de Cluj, ouverte le 2 février 1920.
Le 26 avril 1920, une loi décide de la création de l'Institut de spéléologie de Cluj, le premier du genre au monde. À l'unanimité du conseil scientifique, Emil Racoviță est nommé directeur à vie de cet institut, où viennent le rejoindre ses amis et collègues René Jeannel et Alfred Chappuis.
Racoviță a également participé à des expéditions spéléologiques, notamment dans les monts du Bihor et dans les Carpates. Rien que dans la période 1920-1927 ont été étudiées et inventoriées 1116 grottes, inconnues en grande partie.
En 1920, il est élu membre titulaire de l'Académie roumaine, dont il est président de 1926 à 1929.
Racoviță n'a pas été oublié par sa patrie d'adoption, la France, qui l'a apprécié même après son retour en Roumanie. Il est invité d'honneur à Banyuls-sur-Mer en 1932, lors du cinquantenaire du laboratoire Arago. Il visite Paris en 1936 où il tient trois conférences à la Sorbonne. De retour à Cluj, il continue son activité jusqu'en 1940, année du Pacte germano-soviétique et du Diktat de Vienne consécutif, qui contraignent Emil Racoviță, septuagénaire, à s'établir à Timișoara, Cluj revenant à la Hongrie (à noter toutefois que les Hongrois maintinrent l'Institut de biospéléologie, alors dirigé par l'ami suisse de Racoviță Alfred Chappuis). Il rentre en 1945 à Cluj, où son nom était devenu un symbole de sa probité scientifique. Il a travaillé jusqu'au dernier jour de sa vie, le 19 novembre 1947.
Emil Racoviță est l'auteur notamment d'un Essai sur les problèmes biospéologiques (1907) et de Speology (1927). Jusqu'en 1920, il dirige la revue intitulée Archives de zoologie expérimentale et générale. Il est, avec Armand Viré, l'un des pères de la biospéologie (ou biospéléologie) et est considéré comme un des plus grands scientifiques européens.

## Principaux ouvrages
- Cétacés, 1903

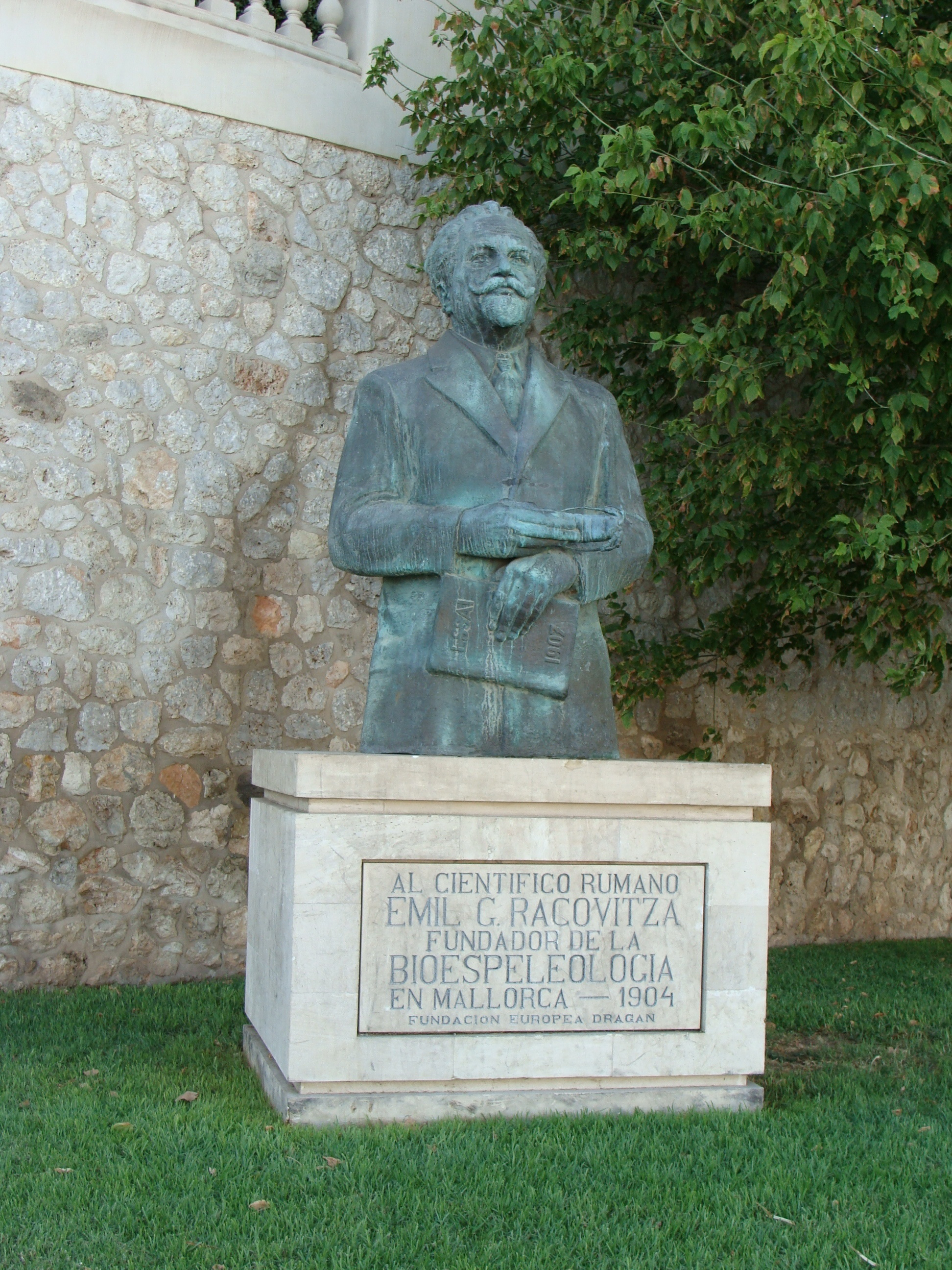
Buste de Racovitza à Palma.

- Essai sur les problèmes biospéologiques, 1907 in: Biospéologica[7] I
- Énumérations des grottes visitées (1904-1927) (en collaboration avec René Jeannel) in: Biospéologica[7] II, VI, XVI, XXIV, XXXIII, XXXIX et LIV
- La Spéléologie : une science nouvelle des anciens mystères souterrains, 1927
- L’Évolution et ses problèmes, 1929

## Hommages
- Des rues, des écoles portent en Roumanie son nom, par exemple le collège polyglotte européen de Iași ou le lycée de sciences naturelles de Galați ;
- C'est aussi le cas de l'Institut de spéléologie de l'Académie roumaine, à Cluj, qu'il a fondé avec René Jeannel ;

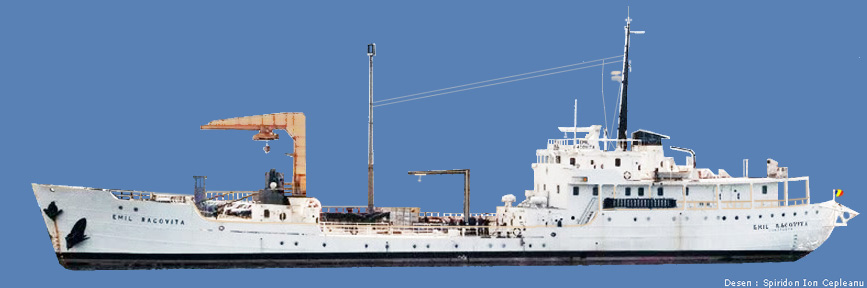
L'aviso Emil Racoviță de la marine roumaine.

- La marine roumaine a baptisé de son nom un aviso de recherches hydrologiques (70 m, 1 900 t) ;
- La station antarctique roumaine de la baie d'Amery (69° 23′ S, 76° 23′ E) se nomme « Law-Racoviță » ;
- La plus grande grotte de Moldavie, dans le Nord du pays, a aussi été nommée Emil-Racoviță ;
- Un quai, à Banyuls, s'appelle Racovitza ;
- Enfin de nombreuses statues, timbres, médailles, billets de banque et autres pièces de monnaie le représentent.

Biodiversité
De nombreuses espèces ont été nommées en son honneur.
- Les araignées Carpathonesticus racovitzai (Dumitrescu, 1980)[8], Mizaga racovitzai (Fage, 1909)[4], Tegenaria racovitzai (nl) Simon, 1907[9] et Troglohyphantes racovitzai (nl) Dumitrescu & Georgescu, 1970[10] ;
- La fourmi Temnothorax racovitzai (Jean Bondroit, 1918)[11].

## Sources
- (ro) Alexandru Marinescu, O expeditie numita Belgica, Bucarest, Ion Creangă, 1991, 125 p. (ISBN 973-25-0281-9)
- (ro) Anca Bănărescu, Alexandru Iftimie et Alexandru Marinescu, Jurnal : Filmul marii aventuri polare, Bucarest, Compania CD-Press, 1997, 354 p., 20 × 18 cm (OCLC 895703381)
- (fr + ro) Jacqueline Jeannel-Galmiche et Jean-Marie Galmiche, Ma Roumanie (România mea) : Qui était René Jeannel, Cluj, Académie Roumaine, Centre d'études transylvaines, 2012, 295 p., 17 × 23 cm (ISBN 978-973-7784-82-7)[12]
- Negrea, Şt. 1997. Un siècle de collaboration franco-roumaine dans le domaine de la biospéologie. Noesis, Histoire de la science et de la technique, 30-31: 205-217. (pdf)